# 알에이치코리아
알에이치코리아(RH Korea)는 대한민국의 출판사로, 랜덤하우스의 한국 법인이었다. 2012년에 랜덤하우스코리아에서 사명을 현재의 사명으로 변경하였다.

## 개요
2004년 세계 최대 미디어 그룹 ‘베텔스만’의 출판 자회사 ‘랜덤하우스’와 중앙일보 출판 부문 ‘중앙M&B’의 합작으로 설립된 ‘랜덤하우스중앙’은, 랜덤하우스의 한국 법인으로 시작하여 전 세계 17개국 170여 개의 출판사와 네트워크를 형성하며 국내 최대 단행본 출판사로 자리 잡았다. 이후 2006년 중앙M&B와 분리해 ‘랜덤하우스코리아㈜’로 사명을 변경하고 새로운 출발을 시작했다. 2009년 11월 ㈜알에이치케이홀딩스를 설립, 2010년 2월에는 Random House, Inc.로부터 분리∙매각되어 ㈜알에이치케이홀딩스가 랜덤하우스코리아㈜의 지분을 100% 인수했다. 그리고 2012년 1월, 랜덤하우스코리아㈜에서 ‘㈜알에이치코리아’로 사명을 변경했으며 중앙일보는 랜덤하우스와의 분리 후  2007년 초 중앙북스를 출범시켜 새롭게 출판계 진출을 했다. 
알에이치코리아는 아동 출판 전문 브랜드인 '주니어 RHK'와 어학 학습 전문 브랜드인 '두앤비 콘텐츠', 기독교 서적 전문 브랜드인 '아드폰테스' 등의 브랜드를 보유하고 있다. 본사는 서울특별시 금천구 가산동에 소재하고 있으며, CEO는 랜덤 하우스 아시아 회장을 역임한 양원석 대표가 맡고 있다. 양원석 대표는 대한출판문화협회 '국제담당 상무이사'와 아시아태평양출판협회(APPA-Asia Pacific Publishers Association) 회장을 역임하기도 하였다.
알에이치코리아는 신간 발간 종수, 매출 규모 등에서 업계 최고를 자랑하고 있으며 실용, 레저, 여행, 여성, 인물, 교육, 문학 등 다양한 분야에서 국내시장 점유율 1위를 차지하고 있다. 2008년말 기준으로 국내 단행본 출판사 중 매출 4위를 기록하였다.

## 연혁
- 2003년 3월 중앙M&B 출판㈜ 설립: 단행본 전문 출판 – 중앙일보 자회사
- 2004년 1월 랜덤하우스중앙㈜ 설립 (랜덤 하우스, 중앙 M&B) – 합작 투자 회사
- 2005년 6월 양원석 랜덤 하우스 아시아 회장 (CEO) 취임
- 2006년 7월 랜덤하우스중앙㈜에서 랜덤하우스코리아㈜로 회사 명칭 변경 (100% 외국 자본 회사)
- 2006년 8월 노블 하우스, 블루북 인수 합병
- 2006년 11월 민서각 인수 합병
- 2007년 3월 양원석 대표이사 취임 (랜덤하우스 아시아 회장 겸임)
- 2010년 2월 Random House, Inc.로부터 분리매각, ㈜알에이치케이홀딩스(대표이사 양원석)에 지분인수됨
- 2011년 10월 출판 전문 판매회사 출판명인㈜ 설립, 랜덤하우스코리아㈜에서 영업 및 마케팅 부서 분리 후 출판명인 귀속
- 2012년 1월 현재의 사명(알에이치코리아)으로 변경 및 브랜드명 일부 변경

## 계열 브랜드

### 랜덤키즈
랜덤키즈는 RH코리아의 아동 전집을 대표하는 브랜드이다.
2007년 ‘피콜로창작시리즈’(피콜로세계그림책, 피콜로재미그림책)를 시작으로 2008년에는 ‘딥인과학시리즈’(딥인네이쳐, 딥인사이언스)가 출시, 2010년에는 ‘피콜로 마인드 픽처북’, ‘영어시리즈’(럼블1)가 출시되었다.

### RHK 주니어
RHK 주니어는 RH코리아의 아동 및 청소년 브랜드이다. 영유아, 초등학생, 청소년 등 더 다양한 독자층을 위한 서적을 출간하고 있다.
랜덤 하우스 중앙 설립 이후 '어린이 중앙'이라는 이름으로 아동 도서를 출간하다가 한국 지사 출범과 함께 조직을 대폭 개편하여 '주니어 랜덤'으로 명칭을 변경했다.
유아 대상의 ‘베스트 세계 걸작 그림책’ 시리즈, 초등학생을 위한 정보책 시리즈인 ‘한눈에 펼쳐 보는 전통문화’, ‘처음 한국사’, ‘새 시대 큰 인물’ 등 대형 시리즈물을 꾸준히 출판하고 있다. 또한 초등학생용인 ‘혼자 읽는 / 재미난 / 생각하는 책이 좋아’ 시리즈 등 읽기책을 개발하여 어린이들에게 양질의 지식뿐 아니라 문학적 감수성까지 함양시키도록 노력하고 있다. 아울러 ‘판타지 수학대전’과 추리 어드벤처 만화 ‘모로 저택의 비밀’ 등 학습만화 또한 내고 있다.

### 두앤비콘텐츠
두앤비 콘텐츠 (Do and Be contents)는 랜덤 하우스 코리아의 어학 전문 브랜드이다. 주요 출간 도서로는 <웃지마 나 영어책이야 1,2> <50문장 시리즈> <단어는 외롭지 않다 1,2> <더 뻔뻔한 영철영어> 등이 있다.
두앤비컨텐츠에는 꾸준히 베스트가 되어 온 어휘 전문 강사 문덕 선생님의 ‘웃지마 나 영어책이야 1, 2’ 시리즈를 비롯하여 비즈니스 영어의 최강자 스티브 정 선생님의 ‘50문장 시리즈’, 영어감과 예능감이 뭉쳐 더욱 새롭게 라인업 한 개그맨 김영철의 ‘뻔뻔영어’ 시리즈 등이 출간되고 있다.

### 아드폰테스
아드폰테스 (Ad Fontes)는 2012년 1월에 출범한 랜덤 하우스 코리아의 기독교 출판 브랜드이다. 뜻은 시편 42편 1절 말씀인 “사슴이 시냇물을 찾듯이”에서 나온 ‘원천으로 돌아가자’는 뜻의 라틴어로, 복음의 근본을 잃지 말자는 아드폰테스의 생각을 담고 있다.
2012년 리처드 포스터의 ‘하나님과 함께하는 1년’이라는 책을 시작으로, 김지철 목사의 ‘지혜수업’, 맥스 루케이도의 ‘하나님의 가장 완벽한 선물, 은혜’, ‘예수가 선택한 십자가’까지 주요 저자들의 책을 1년간 8종 이상 출간하며 입지를 다지고 있다.

## 주요 출간 도서

### 2001년
- 나의 북한 문화유산답사기 상 – 평양의 날은 개었습니다 (유홍준 지음)
- 나의 북한 문화유산답사기 하 – 금강예찬 (유홍준 지음)

### 2002년
- 트로이, 잊혀진 신화 (마이클 우드 지음,남경태 옮김)

### 2003년
- 수학 비타민 (박경미 지음)
- 그 남자 그 여자 (이미나 지음)
- 선물 (스펜서 존슨 지음, 형선호 옮김)

### 2004년
- 여자의 모든 인생은 20대에 결정된다 (남인숙 지음)
- 따뜻한 카리스마 (이종선 지음)
- Tokyo 100배 즐기기 (유재우 지음)
- 우체부 프레드 (마크 샌번 지음, 강주헌 옮김)
- 초등학교 때 수학 꽉 잡는 법 – 잠수네 아이들의 수학 비밀노트 (이신애 지음)
- 그 남자 그 여자 2 (이미나 지음)

### 2005년
- 부자들의 개인 도서관 (이상건 지음)
- 이노베이터 – 트렌드를 창조하는 자 (김영세 지음)
- 웃지마! 나 영어책이야! (문덕 지음, 권윤주 그림)
- 나물이네 밥상 (나물이 글·요리·사진)
- 끌림 (이병률 지음)
- 아이는 99% 엄마의 노력으로 완성된다 (장병혜 지음)
- 혼자 밥먹지 마라 (카이스 페라지, 탈 라즈 지음 | 이종선 옮김)
- 현명한 부모들이 고른 신의진의 자녀교육 베스트 컬렉션 (신의진 지음)
- 성공하는 아이에게는 미래형 커리큘럼이 있다 (이지성 지음)
- 스터디 코드(조남호 지음)

### 2006년
- Passion 백만불짜리 열정 (이채욱 지음)
- 멈추지 않는 도전 (박지성 지음)
- 섬기는 부모가 자녀를 큰 사람으로 키운다 (전혜성 지음)
- 그 남자 그 여자 3 (FM음악도시 지음)
- 5만원 인테리어 (레테 지음)
- 스터디 코드 (조남호 지음)
- 여자의 모든 인생은 20대에 결정된다 – 실천편 (남인숙 지음)
- 조용헌 살롱 (조용헌 지음)
- 장정일의 공부 (장정일 지음)
- 롱테일 경제학 (크리스 앤더슨 지음 | 이노무브그룹 외 옮김)
- 연탄길 1, 2 (이철환 지음)
- 우체부 프레드 2 (마크 샌번 지음 | 정지현 옮김)

### 2007년
- 처음처럼 (신영복 글 그림)
- 도쿄타워 (릴리 프랭키 지음)
- You! UCC – (마케팅사관학교, 김영한 지음)
- 온몸으로 부딪쳐라! – 위기를 성공으로 이끄는 힘 (이명박 지음)
- 나물이네 밥상 (나물이 글, 요리, 사진)
- 프리덤 라이터스 다이어리 (에린 그루웰 지음, 김태훈 옮김)
- 그림과 함께 보는 조용헌의 담화 (조용헌 지음)
- 나이스 포스 (백지연 지음)
- 어머니와 함께 900일간의 소풍 (왕일민, 유현민 지음)
- 정진 – 행복을 부르는 힘 (지광 지음)
- 문성실의 아침 점심 저녁 (문성실 지음)
- 유럽 100배 즐기기 (홍연주 등 지음)
- 미국대학의 법칙 (박종환 지음)
- 뇌 태교동화 (김성수 지음)
- 일분 후의 삶 (권기태 지음)
- 중국 100배 즐기기 (전명윤 외 지음)
- 안녕하세요. 김주하입니다 (김주하 지음)
- 폼페이 (로버트 해리스 지음)
- 단어는 외롭지 않다 (최인호 지음)
- 인간 없는 세상 (앨런 와이즈먼 지음, 이한중 옮김)
- 조용헌의 소설 1, 2 (조용헌 지음)
- 서진규의 희망 (서진규 지음)
- 담대한 희망 (버락 오바마 지음)
- 내 아버지로부터의 꿈 (버락 오바마 지음)
- 몰입 Think Hard (황농문 지음)

### 2008년
- 20대 공부에 미쳐라 (나카지마 다카시 지음 | 김활란 옮김)
- 산중일기 (최인호 지음)
- 조지의 우주를 여는 비밀열쇠 (스티븐 호킹, 루시 호킹 지음 | 김혜원 옮김)
- 2008 업계지도 (이데일리 지음)
- 회랑정 살인사건 (히가시노 게이고 지음 | 임경화 옮김)
- 잠수네 아이들의 소문난 영어공부법 – 실천로드맵 (이신애 지음)
- 다산 1 2 (한승원 지음)
- 머저리 클럽 (최인호 지음)
- 서브프라임 크라이시스 (브루스 E. 헨더슨, 조지아 가이스 지음 | 김정환 옮김)
- 0.1그램의 희망 (강인식, 이상묵 지음)
- 화폐전쟁 (쑹홍빙 지음, 차혜정 옮김)
- 독소 (윌리엄 레이몽 지음, 이희정 옮김)

### 2009년
- 네가 잃어버린 것을 기억하라 (김영하 지음)
- 호스트 1, 2 (스테파니 메이어 지음, 홍성영 옮김)
- 조용헌의 명문가 (조용헌 지음)
- 피크 앤드 밸리 (스펜서 존슨 지음, 김유신 옮김)
- 야성적 충동 (조지 애커로프, 로버트 쉴러 지음, 김태훈 옮김)
- 스노볼 (앨리스 슈뢰더 지음, 이경식 옮김)
- CEO 이승한의 창조 바이러스 H2C (이승한 지음)

### 2010년
- 대한민국 알뜰 여행(류동규 지음)
- 밉스가족의 특별한 비밀 (인그리드 로 글, 김옥수 옮김)
- 파스타 (김희태,sam kim 지음)
- 공유의 비극을 넘어 (엘리너 오스트롬 글, 안도경·윤홍근 옮김)
- 오프라 윈프리의 희망 메시지 365 (오프라 매거진 지음)
- 심리학이 어린시절을 말하다 (우르술라 누버 지음, 김하락 옮김)
- 화폐전쟁 2 (쑹훙빙 지음, 홍순도 옮김)
- 스피라, 세계를 향한 영혼의 승부 (김한철 지음, )
- 깐깐 닥터 조애경의 W 뷰티 (조애경 지음)
- 스티브잡스와 애플 Inc. (마이클 모리츠 지음)
- 대한민국 펜션 여행 바이블 (염관식, 옥미혜 지음)
- 스티브잡스 프레젠테이션의 비밀 (카마인 갈로 지음, 김태훈 옮김)
- 여자의 모든 인생은 20대에 결정된다 (남인숙 지음)
- 왕가의 문장 (호소카와 치에코 and 후민 지음, 한승희 옮김)

### 2011년
- 몰입, 두 번째 이야기 (황농문 지음)
- 화폐전쟁 3 (쑹훙빙 지음, 홍순도 옮김)
- 행복하게 일하는 연습 (코이케 류노스케 지음, 박현미 옮김)
- 이것은 질문입니까 (존 판던 지음, 류영훈 옮김)
- 남자의 멋, 품, 격 (윤혜미 지음)
- 회사의 속마음 (정광일 지음)
- 세도나 메서드 (헤일 도스킨 지음, 편기욱 옮김)
- 피터 드러커 강의 (피터 드러커 지음, 이재규 옮김)
- 올 어바웃 브레드 (이성실 지음)
- 잠수네 아이들의 소문난 수학공부법 (이신애 지음)
- 선물(개정판) (스펜서 존슨 지음)
- 격을 파하라 (송창의 지음)

### 2012년
- 무엇이 우리의 생각을 지배하는가 (엘든 테일러 지음)
- 프로야구 스카우팅 리포트 2012 (김정준 외 지음)
- 위닝 (해미시 맥레이 지음)
- 잠옷을 입으렴 (이도우 지음)
- 샘킴의 이탈리아 요리 (샘 킴 지음)
- 주말여행 컨설팅북(이민학,유은영 지음)
- 케빈에 대하여 (라이오넬 슈라이버 지음)
- 정리정돈의 습관 (고마츠 야스시 지음)
- 콰이어트 (수전 케인 지음)
- 행복의 리더십 (이재혁, KBS스페셜제작팀 지음)

### 2013년
- 당신의 인생을 어떻게 평가할 것인가 (클레이튼 M. 크리스텐슨 외 지음)
- 나 자신과의 대화 - 넬슨 만델라 최후의 자서전 (넬슨 만델라 지음)
- 생존자 (이창래 지음)
- 디지털 시대의 마법사들 (프랭크 모스 지음)
- 멈추지 않으면 끝나지 않는다 (김경호 지음)
- 나는 공짜로 공부한다 (살만 칸 지음)
- 메이커스 (크리스 앤더슨 지음)
- 착각하는 CEO (유정식 지음)
- 승자의 뇌 (이안 로버트슨 지음)
- 반기문과의 대화 (톰 플레이트 지음)
- 인문학은 밥이다 (김경집 지음)
- 잘 있지 말아요 (정여울 지음)
- 통도유사 (조용헌 지음)

## 같이 보기
- 100배 즐기기

## 참조
1. ↑  “랜덤하우스코리아, 獨 베텔스만에서 분리 매각”. 머니투데이. 2010년 5월 11일. 2014년 1월 15일에 확인함.
2. ↑  장우성 (2007년 8월 1일). ““해외시장 돌파할 고품격 잡지 창간””. 기자협회보. 2023년 9월 24일에 확인함.